# Agroturism

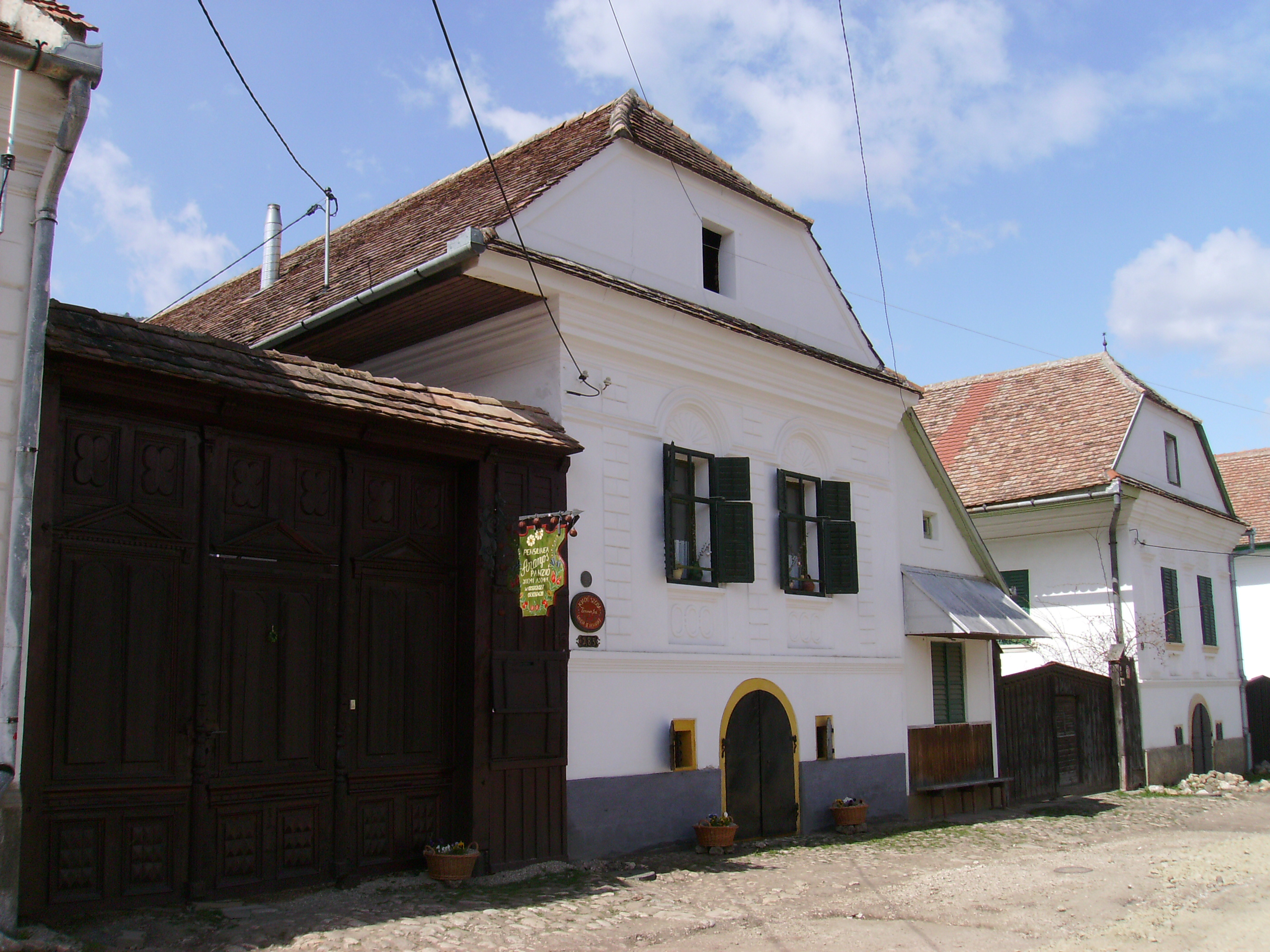
Case tradiționale din Rimetea.

Agroturismul este acea forma de turism în care persoana (sau grupul) se deplasează, cazează și își desfășoară activitatea într-un cadru natural, în mediul rural.
Agroturismul este capabil să valorifice excedentul de cazare existent în gospodăria țărănească prin implicarea turiștilor în viața gospodăriei și furnizarea acestora de servicii si activități (masă, cazare, interacțiune cu mediul socio-natural) proprii gospodăriei țărănești, fără a-i conturba acesteia specificul.
Turismul rural îmbrățișează toate activitățile turistice derulate în mediul rural, având drept scop valorificarea potențialului natural și uman al satelor.

## Tipuri de agroturism
Există diferite abordări în agroturism:
- Abordări indirecte: Produsele agricole sunt vândute facilităților turistice. Exemple includ piețele fermierilor unde produsele locale sunt vândute direct turiștilor.
- Abordări directe: Furnizorii sunt implicați atât în agricultură, cât și în turism. Activitățile includ vizite la crame, câmpuri de auto-culegere, centre de informare agricolă, cazare la ferme și festivaluri de recoltă.[1][2]

## Beneficiile agroturismului
Agroturismul creează valoare adăugată pentru micii fermieri, comunitățile locale și vizitatori. Prin interacțiunile cu turiștii, fermierii pot dezvolta noi competențe, își pot vinde produsele direct consumatorilor și pot intensifica schimburile comunitare. Acest lucru duce la fluxul de fonduri din regiunile industriale către zonele mai puțin industrializate. Agroturismul sprijină păstrarea unicității rurale și contribuie la dezvoltarea economică pe termen lung. De asemenea, ajută la reducerea depopulării rurale și întărește relația dintre consumatori și producători în ceea ce privește sustenabilitatea globală.

## În România
Până în anul 2006, doar zona Branului și cea a Maramureșului au dezvoltat afaceri de acest fel.